# Hoopstad
Hoopstad – miasto w Republice Południowej Afryki, w Prowincji Północno-Zachodniej.
W mieście żyje 1295 ludzi (2011). Zostało założone w 1876 roku.